# Oliver Zelenika
Oliver Zelenika (Zágráb, 1993. május 14. –) horvát válogatott labdarúgó, jelenleg kölcsönben a Lokomotiva Zagreb játékosa. Posztját tekintve kapus.